# Haukijärvi (Gällivare socken, Lappland, 740401-172483)
Haukijärvi är en sjö i Gällivare kommun i Lappland och ingår i Råneälvens huvudavrinningsområde. Sjön har en area på 0,0474 kvadratkilometer och ligger 329,5 meter över havet.

## Delavrinningsområde
Haukijärvi ingår i det delavrinningsområde (739090-173508) som SMHI kallar för Mynnar i Råneälven. Medelhöjden är 310 meter över havet och ytan är 59,68 kvadratkilometer. Räknas de 4 avrinningsområdena uppströms in blir den ackumulerade arean 122,33 kvadratkilometer. Kaipabäcken (Merkkipetäjänoja) som avvattnar avrinningsområdet har biflödesordning 2, vilket innebär att vattnet flödar genom totalt 2 vattendrag innan det når havet efter 121 kilometer. Avrinningsområdet består mestadels av skog (49 procent) och sankmarker (46 procent). Avrinningsområdet har 0,05 kvadratkilometer vattenytor vilket ger det en sjöprocent på 0,1 procent.